# Leucochimona subalbata
Leucochimona subalbata är en fjärilsart som beskrevs av Adalbert Seitz 1913. Leucochimona subalbata ingår i släktet Leucochimona och familjen Riodinidae. Inga underarter finns listade i Catalogue of Life.